# Guide (filme)
Guide é um filme de drama indiano de 1965 dirigido e escrito por Vijay Anand. Foi selecionado como representante da Índia à edição do Oscar 1966, organizada pela Academia de Artes e Ciências Cinematográficas.

## Elenco
- Dev Anand - Raju
- Waheeda Rehman - Rosie Marco/Miss Nalini
- Leela Chitnis - mãe de Raju
- Kishore Sahu - Marco
- Gajanan Jagirdar - Bhola
- Anwar Hussain - Gaffoor
- Rashid Khan - Joseph
- Ram Avtar - Pandit